# Coleophora talynella
Coleophora talynella é uma espécie de mariposa do gênero Coleophora pertencente à família Coleophoridae.